# Rita Amedick
Rita Amedick (* 17. Oktober 1958 in Krefeld) ist eine deutsche Klassische Archäologin.
Rita Amedick wurde 1986 an der Universität Marburg bei Bernard Andreae mit einer Dissertation zum Thema Frühkaiserzeitliche Bildhauerstile. Entwurf und Verbreitung kaiserlicher Repräsentationskunst promoviert. Sie war von 1985 bis 1990 Wissenschaftliche Mitarbeiterin am Forschungsunternehmen Die antiken Sarkophagreliefs, zunächst am Deutschen Archäologischen Institut in Rom, von 1990 bis 1991  an der Universität Marburg im selben Projekt. 1992 war sie zunächst Wissenschaftliche Mitarbeiterin am Forschungsunternehmen Villa Albani des Liebieghauses in Frankfurt am Main. Noch im selben Jahr wurde sie Habilitations-Stipendiatin der Deutschen Forschungsgemeinschaft. 1995 bis 2000 war Amedick erneut Mitarbeiterin am Marburger Projekt „Die antiken Sarkophagreliefs“. 1997 wurde die Tätigkeit durch die Vertretung einer Dozentur an der Universität München unterbrochen. Zudem war sie im Fachgebiet Christliche Archäologie und Byzantinische Kunstgeschichte in Marburg und seit 1997 an der Universität Göttingen Lehrbeauftragte. 
Danach war sie hauptberuflich in einer Multimedia-Agentur tätig. Seit der ersten Hälfte der 2000er Jahre begann Amedick verstärkt Neue Medien in der Lehre und Wissensvermittlung einzusetzen. 2003/04 verfasste sie das E-Learning-Programm „Das Porträt in der Antike“, das heute an das „Virtuelle Antikenmuseum Göttingen“ angegliedert ist. 2004/05 gab sie zusammen mit Birgitta Coers das Internetbasierte Seminar „Bildersprache der römischen Kunst“ im Rahmen der „Schule des Sehens“. Von 2006 bis 2008 war Amedick Kuratorin der 2007 in Marburg und 2008 in Sibiu gezeigten Ausstellung „Juwelen für eine Heilige der Armen. Gemmen vom Schrein der hl. Elisabeth in Marburg“. Nachdem sie im Seminar für Klassische Archäologie in Marburg zunächst als Privatdozentin gelehrt hatte, lehrt sie dort seit 2009 als Akademische Rätin und mit dem Titel Außerplanmäßige Professorin. 
Zu ihren Forschungsprojekten gehören die römischen Skulpturen von Cherchell in Algerien und den „Eikónes“ des Flavius Philostratos.

## Schriften (Auswahl)
- Frühkaiserzeitliche Bildhauerstile. Entwurf und Verbreitung kaiserlicher Repräsentationskunst (= Altertumswissenschaften Bd. 1). Schäuble, Rheinfelden 1987, ISBN 3-87718-671-8 (Dissertation).
- Die Sarkophage mit Darstellungen aus dem Menschenleben (= Die antiken Sarkophagreliefs. Erster Band, Vierter Teil: Vita Privata). Gebr. Mann, Berlin 1991, ISBN 3-7861-1642-3.
- Wunder antiker Technik. Automaten – Orgeln – Uhren – Wasserspiele. Theiss, Stuttgart 2003, ISBN 3-8062-1767-X
- Juwelen für eine Heilige der Armen. Gemmen vom Schrein der hl. Elisabeth in Marburg (Marburger Winckelmannprogramm Sonderband 2007). Verlag Wort im Bild, Altenstadt 2007, ISBN 978-3-88654-150-8

## Belege
1. ↑  Virtuelle Antikenmuseum Göttingen
2. ↑  Schule des Sehens

| Personendaten    | Personendaten                   |
| ---------------- | ------------------------------- |
| NAME             | Amedick, Rita                   |
| KURZBESCHREIBUNG | deutsche Klassische Archäologin |
| GEBURTSDATUM     | 17. Oktober 1958                |
| GEBURTSORT       | Krefeld                         |